# Cantabrana
Cantabrana – gmina w Hiszpanii, w prowincji Burgos, w Kastylii i León, o powierzchni 3,14 km². W 2011 roku gmina liczyła 31 mieszkańców.